# Монастырёк (Золочевская городская община)
Монастырёк (укр. Монастирок) — село в Золочевской городской общине Золочевского района Львовской области Украины.
Население по переписи 2001 года составляло 245 человек. Занимает площадь 0,876 км². Почтовый индекс — 80716. Телефонный код — 3265.